# (11605) Ranfagni
(11605) Ranfagni est un astéroïde de la ceinture principale.

## Description
(11605) Ranfagni est un astéroïde de la ceinture principale. Il fut découvert le 19 octobre 1995 à San Marcello Pistoiese par Luciano Tesi et Andrea Boattini. Il présente une orbite caractérisée par un demi-grand axe de 2,56 UA, une excentricité de 0,17 et une inclinaison de 13,4° par rapport à l'écliptique.

## Compléments